# The Mouse Comes to Dinner
The Mouse Comes to Dinner là một cuộn phim hoạt hình Hoa Kỳ xuất bản năm 1945, phim ngắn Tom and Jerry thứ 18 do William Hanna và Joseph Barbera đạo diễn, cuộn phim được sản xuất bởi Fred Quimby.

## Lồng tiếng
- Lillian Randolph vai Mammy Two Shoes (nguyên bản năm 1945) (không được công nhận)
- Thea Vidale vai Mammy Two shoes (bản lồng tiếng lại năm 1990) (không được công nhận)
- Sara Berner vai Toots (không được công nhận)
- William Hanna và Harry E. Lang vai Tom (không được công nhận)
- William Hanna vai Jerry (không được công nhận)

## Nhân viên
- Đạo diễn: William Hanna and Joseph Barbera
- Cốt truyện: William Hanna, Joseph Barbera
- Đạo diễn hình ảnh: Graham Place
- Thiết kế đồ hoạ: Ray Patterson, Pete Burness, Kenneth Muse, Irven Spence, George Cannata, Joe Oriolo, Graham Place, Lou Zukor
- Hỗ trợ thiết kế: Barney Posner
- Bố trí: Harvey Eisenberg
- Hình nền: Robert Little
- Đạo diễn trình tự: Seymour Kneitel
- Âm nhạc: Scott Bradley
- Đồng sản xuất: William Hanna
- Sản xuất: Fred Quimby

## Khả dụng
- Tom and Jerry's Greatest Chases, Vol. 4
- Tom and Jerry Spotlight Collection Vol. 2, Đĩa 1
- Tom and Jerry Golden Collection Volume One, Đĩa 1